# Гипс (стадион)
Стадион «Гипс» построен в посёлке Новомосковского гипсового комбината (сегодня — микрорайон Гипсовый) осенью 1961 года.
С первых месяцев он стал центром досуга жителей микрорайона — здесь проводились не только спортивные, но и культурные мероприятия, демонстрации. На стадионе играли футбольная и хоккейная команды «Гипс».
В 2010 году на «Гипсе» проходили торжества, посвящённые 100-летию тульского футбола. В 2012-м здесь провели финальные матчи областного зимнего турнира «Снеговик».
За 50 лет существования стадиона у него было всего 2 директора — Василий Бунчуков и Евгений Горбунов.
С 1 октября 2022 года это пост занимает Горин Алексей Владимирович, который работает в клубе с 2001 г. и прошел долгий пусть от водителя автобуса до этой должности.
В 2011-12 годах во время реконструкции поля на главном стадионе города здесь проводили матчи третьего дивизиона футболисты новомосковского «Химика». Для соответствия стадиона условиям проведения соревнований была достроена вторая трибуна с пластиковыми сиденьями, сделан ремонт внутренних помещений, раздевалки оборудованы душевыми.
Сейчас «Гипс» входит в структуру СК «Химик» и является резервным стадионом для проведения домашних матчей команды. Он включает в себя не только футбольное поле, но и многофункциональную площадку.
На базе стадиона работае ДЮСШ «Химик» по профилю футбол.
Адрес
Тульская обл., г. Новомосковск, ул. Рудничная, д. 8А